# Ираншехр
Иранше́хр (перс. ایرانشهر‎) — город на юго-востоке Ирана, в провинции Систан и Белуджистан. Административный центр шахрестана Ираншехр.

## Климат
Климат города можно охарактеризовать как жаркий засушливый. Годовая норма осадков составляет всего около 115 мм, почти все они выпадают в зимние месяцы.

## Население
Население по данным на 2012 год составляет 118 470 человек; по данным переписи 2006 года оно насчитывало 99 496 человек; представлено преимущественно народом белуджи. Наиболее распространённый язык — белуджский.
| 1986   | 1991   | 1996   | 2006   | 2012    |
| ------ | ------ | ------ | ------ | ------- |
| 40 027 | 56 581 | 76 959 | 99 496 | 118 470 |